# Pöckau
Pöckau är en ort i förbundslandet Kärnten i Österrike. Den ligger i kommunen Arnoldstein. Den är känd för kyrkan Filialkirche Heiliger Ruprecht.